# Пепены
Пепены (рум. Pepeni, Пепень) — село в Сынжерейском районе Молдавии. Является административным центром коммуны Пепены, включающей также сёла Новые Пепены, Рэзэлэй и Романовка.

## География
Село расположено на высоте 119 метров над уровнем моря.

## Население
По данным переписи населения 2004 года, в селе Пепень проживает 4415 человек (2161 мужчина, 2254 женщины).
Этнический состав села:
| Национальность | Число жителей | Процентный состав |
| -------------- | ------------- | ----------------- |
| молдаване      | 4305          | 97.51             |
| румыны         | 84            | 1.9               |
| украинцы       | 17            | 0.39              |
| русские        | 4             | 0.09              |
| гагаузы        | 1             | 0.02              |
| болгары        | 1             | 0.02              |
| прочие         | 3             | 0.07              |
| Всего          | 4415          | 100%              |